# Лимфоцитарный антиген 96
Лимфоцитарный антиген 96, или MD-2 — белок системы врождённого иммунитета, компонент рецепторного комплекса CD14/TLR4/MD2, распознающего липополисахарид.

## Структура и функции

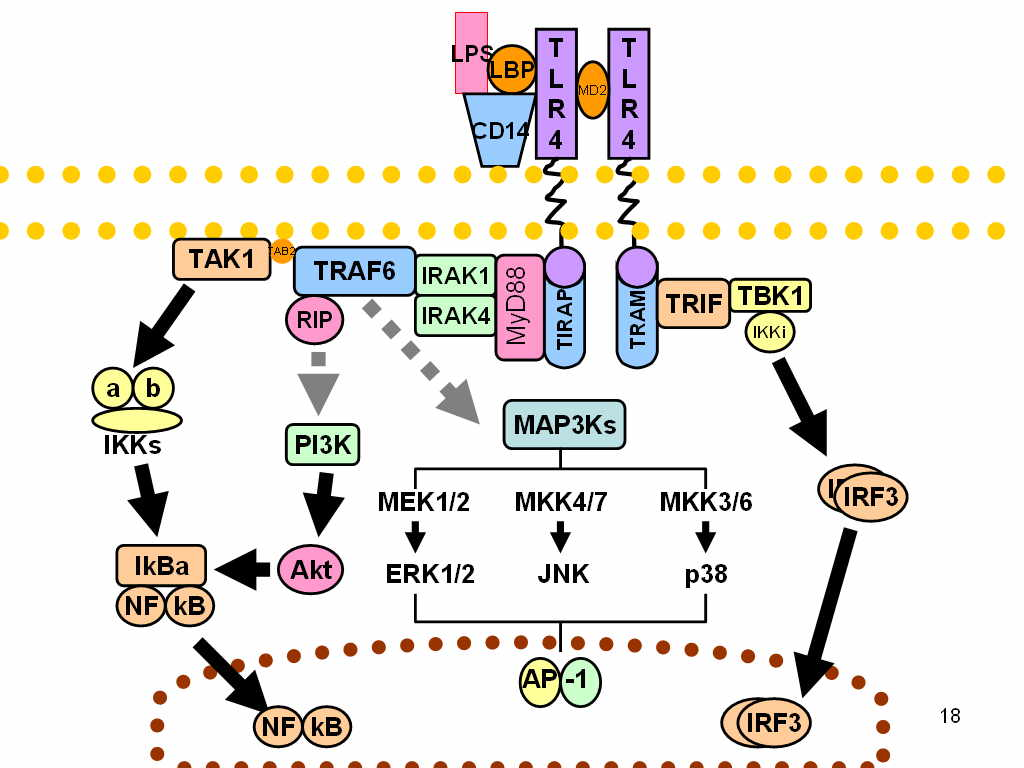
Схема распознавания липополисахарида рецепторным комплексом CD14/TLR4/MD2.

Белок содержит лейцин-богатый повтор, домен участвующий в белок-белковых взаимодействиях, который характерен для многих белков, в т.ч. для MD-1 (лимфоцитарный антиген 86). По выраженной гомологии с MD-1 был открыт и назван MD-2.
MD-2 является небольшим белком (160 аминокислот; 18,4 кДа), организованным в гомополимер, состоящий в свою очередь из димеров белка. Это компонент мультимолекулярного комплекса липополисахаридного рецептора, в который также входят по крайней мере CD14 и TLR4. Способен связываться с рецепторами TLR2 и TLR4. Связывание лиганда с MD-2 вызывает его последующее связывание с TLR4 и олигомеризацию комплекса, что приводит к активации фактора транскрипции NF-kB.